# Клавдія Савіцкайте
Клавдія Савіцкайте (лит. Klaudija Savickaitė; нар. 13 вересня 1994, Пренай, Литва) — литовська футболістка, воротар «Гегельманна» та національної збірної Литви.

## Клубна кар'єра
2012 рік представляла команду дівчат маріямполя «Судува», який програла команді з Прієная.
Професіональну кар’єру розпочала в команді «ЛСУ-Жару». У 2015 та 2016 роках представляла «Жарай».
2017 рік «ЛСУ-Жару» увійшов до системи «Жальгіріса» й змінив назву. 2017, 2018 та першу половину 2019 року провела в каунаському клубі.
З літа 2019 року був представляла «Торрес».
У 2020 році повернулася до Литви, де підписала контракт з «Жальгірісом». У 2021 році продовжила кар'єру з каунаським клубом.
У січні 2022 року перейшов з «Жальгіріса» і перейде до клубної структури «Гегельманна».

## Кар'єра в збірній
У футболці національної збірної Литви дебютувала 4 березня 2020 рік у товариському матчі проти Вірменії. У цьому матчі литовки перемогли своїх суперниць з рахунком 1:0. Савіцкайте виступала в стартовому складі, а після першого тайму була змінена. 6 березня 2020 рік литовки знову зіграли з вірменками. Цього разу матч завершився з рахунком 1:1. Клавдія вийшла в стартовому складі.

## Досягнення
- Чемпіонат Литви
  -  Чемпіон (8): 2017, 2018

- Балтійська футбольна ліга
  -  Чемпіон (2): 2017